# Gloria Giner de los Ríos García
Pour les articles homonymes, voir Giner de los Ríos et García.
Gloria Giner de los Ríos García, née à Madrid le 28 mars 1886 et morte le 6 février 1970 dans cette même ville, est une universitaire espagnole, connue pour avoir mis en œuvre une pédagogie innovante, féministe et laïque, liée aux principes de l'Institution Libre d'Enseignement.
Bannie et exilée durant la dictature franquiste, elle rejoint l'élite intellectuelle de la République en exil aux États-Unis où elle est professeure d'université.

## Biographie
Madrilène, issue d'une famille d'intellectuels et d'artistes, elle est la fille de la peintre féministe Laura García Hoppe et du député progressiste Hermenegildo Giner de los Ríos.
Elle est la sœur de l'architecte Bernardo Giner de los Ríos et la nièce du philosophe et fondateur de l'Institution libre d'enseignement, Francisco Giner de los Ríos.
Gloria passe sa jeunesse dans un milieu très progressiste, entre Madrid, Alicante et Barcelone, villes où son père enseigne. Elle suit les cours de l'Institution Libre d'Enseignement et intègre, en 1909, l'équivalent madrilène de l'École normale.
Le 1er juillet 1912, elle épouse l'homme politique et diplomate Fernando de los Rios. Un an plus tard naît la petite Laura, leur fille unique, à Grenade.
En Andalousie, la famille devient proche de Federico García et de Vicenta Lorca, et Laura devient l'amie des enfants, notamment de Federico et de la jeune Isabel, dont Gloria Giner fera elle-même l'apprentissage scolaire.

## Engagement républicain
Auteure de manuels d'avant-garde consacrés à l'enseignement de l'histoire et de la géographie, elle développe, avec la professeure Leonor Serrano Pablo, la pédagogie dite d'«observation enthousiaste». Elle ouvre la géographie aux filles et relie les études avec la compréhension et la prise en compte de l'environnement et de la nature, mettant en pratique l'une des premières réalisations en Europe de l'écoféminisme.
En 1931, son mari Fernando devient ministre de la Justice du gouvernement de la République, puis ministre de l’Éducation. Gloria ne renonce pas à sa carrière pour autant, même si elle accompagne son époux lors des voyages protocolaires.
En 1933, elle intègre le professorat de la République de Zamora. Laïque et socialiste, n'assistant pas aux messes, elle est rejetée par la société bourgeoise de Zamora. Elle y travaille durant trois ans, hébergée dans une chambre d'hôtel.

## Exil
Fin septembre 1936, aux débuts de la guerre d'Espagne, Fernando de los Ríos est nommé ambassadeur de la République espagnole aux États-Unis.
Gloria emménage à Washington avec sa fille et sa mère, Laura García Hoppe. Elle est souvent invitée aux réunions organisées par Eleanor Roosevelt à la Maison Blanche. À la chute de la République, à la fin de la Guerre d'Espagne, le régime franquiste démet Gloria et son mari de leurs fonctions universitaires.
Alors que Gloria est nommée professeure à l'Université Columbia, Fernando enseigne à la New School for Social Research de New York, qui accueille notamment les intellectuels espagnols exilés.
Lors de la guerre d'Espagne, le couple accueille aux États-Unis la famille García Lorca en exil : Vicenta Lorca Romero, Federico García Rodríguez, leurs filles Isabel et Concha et leur fils Francisco, après l'assassinat de leur premier fils, le poète Federico García Lorca en Andalousie.
Pendant cet exil, leur fille Laura épouse Francisco García Lorca en 1942, cadet de Federico, dans la chapelle du Middlebury College.
Femme infatigable, Gloria continue sa carrière universitaire aux États-Unis après la mort prématurée de son mari en 1949, écrit des poèmes, publie ses ouvrages, tout en s'occupant de ses trois petites-filles.
Opposante de Franco, elle ne revient en Espagne qu'en 1965, où elle décède, à Madrid, le 6 février 1970.

## Œuvres
- Historia de la pedagogía (1910).
- Weimer, Hermann 1872-1942 (Traduction).
- Geografía Primer grado. Aspectos de la naturaleza y vida del hombre en la tierra (1919).
- Geografía: Primer grado, ouvrage co-écrit avec Federico Ribas (1919).
- Geografía general. El cielo, la Tierra y el hombre (1935).
- Cien lecturas históricas (1935).
- Lecturas geográficas. Espectáculos de la naturaleza, paisajes, ciudades y hombres. (1936).
- Romances de los ríos de España (1943).
- Manual de historia de la civilización española (1951).
- Cumbres de la civilización española: Interpretación del espíritu español individualizado en diecinueve figuras representativas (1955).
- El paisaje de Hispanoamérica a través de su literatura: (antología) (1958).
- Introducción a la historia de la civilización española (1959).
- Por tierras de España (1962).